# Billa
Billa je austrijski trgovački lanac koji posluje u srednjoj, istočnoj i jugoistočnoj Europi. Tvrtku je osnovao Karl Wlaschek 1953. godine u bečkoj četvrti Margareten pod nazivom WKW (Warenhandel Karl Wlaschek).
Do 1960. godine WKW je posjedovao 45 trgovina u Austriji. Godine 1961. preimenovan je u Billa ("Biliger Laden" - hrv. jeftina trgovina).
Većinski udio prodan je njemačkoj REWE grupi 1996. godine.

## Poslovnice u Europi
| Država   | Broj poslovnica |
| -------- | --------------- |
| Austrija | 1.105           |
| Češka    | 238             |
| Rusija   | 168             |
| Slovačka | 143             |
| Bugarska | 121             |
| Ukrajina | 33              |

### Bivše poslovnice u Europi
| Država    | Broj poslovnica | Kupac            | Godina |
| --------- | --------------- | ---------------- | ------ |
| Italija   | 136             | Carefour, Conrad | 2014.  |
| Hrvatska  | 62              | Spar             | 2016.  |
| Mađarska  | 21              | Spar             | 2002.  |
| Poljska   | 14              | E.Leclerc        | 2009.  |
| Rumunjska | 86              | Carefour         | 2015.  |